# واسیل ریبالکو
واسیل ریبالکو (انگلیسی: Vasyl Rybalko; ۶ ژوئن ۱۹۱۸ – ۱۹۷۳) کشتی‌گیر آزاد اوکراینی‌تبار اهل شوروی بود.